# Iolaphilus piaggiae
Iolaphilus piaggiae är en fjärilsart som beskrevs av Charles Oberthür 1883. Iolaphilus piaggiae ingår i släktet Iolaphilus och familjen juvelvingar. Inga underarter finns listade i Catalogue of Life.